# Фронлайтен
Фронлайтен (нем. Frohnleiten) — город и городская община в Австрии, в федеральной земле Штирия.Входит в состав округа Грац. 
Население составляет 6344 человека (на 31 декабря 2005 года). Занимает площадь 127,62 км². 

## Политическая ситуация
Бургомистр городской общины — Йохан Уссар (СДПА) по результатам выборов 2005 года.
Совет представителей городской общины (нем. Gemeinderat) состоит из 25 мест.
- СДПА занимает 16 мест.
- АНП занимает 7 мест.
- АПС занимает 1 место.
- Зелёные занимают 1 место.